# Micreune
Micreune är ett släkte av insekter. Micreune ingår i familjen hornstritar.
Kladogram enligt Catalogue of Life:
| Micreune | \| \| Micreune cassis \| \| \| \| \| \| Micreune formidanda \| \| \| \| |
|          | \| \| Micreune cassis \| \| \| \| \| \| Micreune formidanda \| \| \| \| |
|          | Micreune cassis                                                         |
|          |                                                                         |
|          | Micreune formidanda                                                     |
|          |                                                                         |